# Malarstwo starożytnego Egiptu
Malarstwo egipskie – nie jest artystyczną wizją otaczającego świata. To rodzaj specyficznego "pisma", które symbolem postaci, zdarzenia i koloru ma wyczarować świat, w którym zmarły ma zaistnieć w otoczeniu bogów.

## Technika malarska
Malarstwo egipskie powstawało bezpośrednio na materiale, z którego wzniesiono budowlę. Kamień, cegła, drewno były pokrywane cienką warstwą wygładzonej zaprawy wapiennej. Na niej czerwoną linią nanoszony był szkic przedstawianej sceny. Kontury zaznaczano mocną, czarną linią. Powstałe pola wypełniano kolorem. Do malowania używano pędzelków z rozgniecionej trzciny, do wypełniania większych powierzchni służyły pędzelki zrobione z połączonych trzcin, traw i włókien liści palmowych. Farby mieszano w skorupach morskich muszli. Stosowane barwniki były pochodzenia naturalnego: np. czarny z sadzy lub węgla, biały z wapienia lub gipsu, żółto-pomarańczowy z ochry, zieleń i niebieski z malachitu i lazurytu albo kobaltu i tlenku żelaza. Jako spoiwa używano roztworu z gumy arabskiej zmieszanej z białkami jaj i odrobiną wody (farba ta nazywana była temperą). W czasach XVIII dynastii jako spoiwo zaczęto używać wosku pszczelego.
Malowidła pokrywały ściany, sufity grobowców i świątyń. Wnętrza domów dekorowano znacznie skromniej (wyjątek stanowiły pałace faraona w okresie Nowego Państwa, przeznaczone dla Amenhotepa III i Amenhotepa IV). Dekoracja domów służyła zapewnieniu im magicznej ochrony i bezpieczeństwa. Była umieszczana tylko na niektórych kolumnach, portalach i fryzach. Malowano także zewnętrzne powierzchnie budowli, detale architektoniczne, rzeźby, reliefy. Barwy stosowane na zewnątrz były zawsze intensywniejsze od tych stosowanych wewnątrz.

## Ewolucja

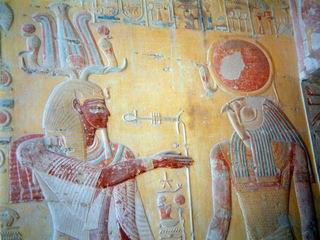
Ozyrys i Ra z grobowca w Dolinie Królów

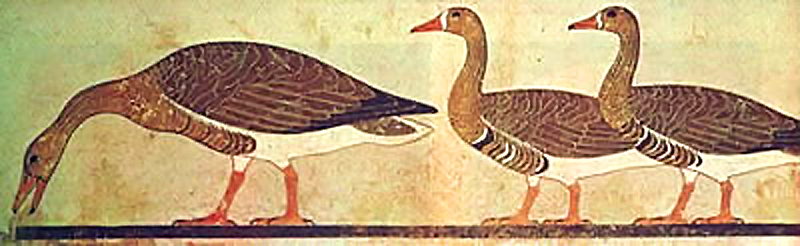
Gęsi z Meidum - fragment

Najstarsze zachowane przykłady malarstwa to fragmenty ceramiki, płóciennej tkaniny, dekoracja ściany grobu z IV tysiąclecia p.n.e. Przedstawione sceny wyobrażają krajobraz Nilu, obfitujący w ptaki, zwierzęta, ryby. W tym otoczeniu ukazany jest człowiek. Egipskie malarstwo jest podporządkowane nakazom religijnym. Przy minimalnej liczbie środków ma oddać istotę zdarzenia, kształtu, postaci. Twarz człowieka przedstawiana jest z profilu, bo taki sposób najtrafniej oddaje jej cechy charakterystyczne. Oko rysowane jest en face, by ożywić spojrzenie, w nim odbija się światło bóstwa. Ramiona pokazywane są z przodu, oddając prawdziwą szerokość pleców, ręce i nogi z profilu, pokazując ruch postaci, biodra w pozycji trzy czwarte. To kod, który pozwala stworzyć wyobrażenie przestrzeni w tym dwuwymiarowym pokazaniu postaci. Kolorystyka także jest symboliczna: czerń to kolor ziemi dającej życie, zieleń jest barwą papirusu, wiecznej młodości, czerwonawy kolor, barwa pustyni, to symbol bezpłodnego Seta, biel – oznacza świt, uwolnienie od mocy demonów, intensywna żółć, kolor złota, niezniszczalne ciało bogów i symbol wieczności, żywa czerwień to kolor krwi i życia, barwa niebieska symbolizuje nowe życie, tak wygląda brzask nieba przed świtem – ponownym narodzeniem się słońca, woda zmywająca brud przed ponownym narodzeniem się boga. Jednocześnie malarstwo egipskie żyje poprzez wprowadzenie zróżnicowanych obrysów, ciemniejszych tonów podkreślających szczegół, kilka dodatkowych smug, falistych linii itp. Nie ma na freskach egipskich chmur na niebie, czerwieni zachodzącego słońca. Te widoki były dla wierzeń egipskich wyrazem działania sił demonów przynoszących zamęt, zatem nie należało ich utrwalać w obrazie. Wybór tematu, nawet miejsca, w którym został przedstawiony, też nie jest dziełem przypadku czy indywidualnej wizji twórcy. Ściany grobowców i świątyń pokrywane są pasami scen następujących jedna po drugiej. Poszczególne pasy oddziela tylko linia.
To kapłani decydowali o kolejności fresków, układzie grup, wyborze ściany i tematu dla sceny głównej. W pomieszczeniach, na jednej ze ścian, pasmowa kompozycja była łamana wyobrażeniem dużej symbolicznej sceny, w której zmarły najczęściej poluje. Uśmiercone zwierzęta symbolizują pokonane demony. W kolejnej scenie połowu złowione ryby: okoń (symbol cielesności) i tilapia (Tilapia nilotica) (symbolizuje kosmos) ukazują łączące więzy go jeszcze ze światem cielesnym i rodzące się powiązania ze światem wieczności.
Dopiero w okresie Nowego Państwa wprowadzono nową tematykę, batalistyczną. Faraon zawsze zwycięża wrogów swojego państwa, symbolizując w ten sposób swoją opiekuńczą rolę. Chroni kraj też przed żywiołami, konfliktami, agresją wyzwalaną przez demony. Zatem zwycięża dzikiego byka i lwa - symbole zamętu. Od kanonów malarstwa oczywiście były robione pewne odstępstwa. Dotyczyły one wyobrażeń zwierząt, ludzi niższego stanu. Zmarły i otaczający go bliscy, bogowie oddawani byli w całym majestacie, czyli z poszanowaniem obowiązujących symboli. Ewolucja dotycząca malarstwa ujawniła się już w okresie Starego Państwa. Do najciekawszych znanych zabytków tego okresu pochodzi fresk przedstawiający "Gęsi z Meidum" z grobu Nefermant i Atet (fresk znajduje się w Muzeum Egipskim w Kairze). Fresk datowany jest na czas panowania Snofru. Gęsi nilowe zostały przedstawione z graficzną dokładnością wśród rozsypanych roślin maskujących siatkę, do której mają zostać złowione. Realizm malowidła, mocno odbiegający od wcześniejszych przedstawień fresków w Gizie i Sakkarze, każe uznać początek panowania IV dynastii za pierwszy ważny etap ewolucji malarstwa. Odkryte freski z czasów panowania V dynastii nie kopiują otaczającej przyrody, lecz pokazują jej kształt, uwypuklając niezbędne szczegóły. W okresie Starego Państwa dochodzi ono do mistrzostwa w ukazywaniu postaci zwierzęcych. Sylwetka człowieka nadal poddana jest surowym zasadom. W okresie Średniego Państwa można zaobserwować te same tendencje. Postacie ludzi niższego stanu cechuje już większa swoboda, lekkość w ukazaniu ruchu, zaznaczona zostaje kompozycja pierwszego planu. Budowa nowej stolicy i nekropoli w czasach Nowego Państwa przyczyniła się do szybszego rozwoju malarstwa. Zwłaszcza pewne wyzwolenie się od wpływów Memfis pozwala na większą swobodę twórczą. Z tego okresu zachowało się także więcej zabytków pozwalających prześledzić rozwój tej sztuki. Od tego czasu wdzięk zaczyna się liczyć również w przedstawieniach postaci człowieka. Kształty stają się mniej toporne, ciała tracą swoją sztywność, sylwetki są smuklejsze. Pojawia się bogactwo strojów, peruk, kolorów, przez dobór półtonów, mieszanie farb. W zachowanych grobach można zaobserwować pewną różnorodność "szkół". Freski były malowane przez różnych mistrzów i mimo że jest to malarstwo anonimowe, można odróżnić poszczególnych twórców przez ich indywidualizm w przedstawianiu dzieł. Są malowidła rysowane kilkoma kreskami, przypominające szkic, ale oddające nastrój pokazywanej sceny; groby zdobione freskami o mocno zaznaczonych, ozdobne w każdym detalu; sceny pokazujące żartobliwie ludzi przy pracy (np. scena mężczyzn zbierających winogrona i tłoczących wino ukazuje coraz większą niepewność ruchu w miarę postępu prac).
Za panowania Amenhotepa IV dokonała się reforma państwa i sztuki. Freski odchodzą od umownych przedstawień. Ciało faraona przedstawione jest z realizmem, mimo zachowania niektórych kanonów (twarz z profilu, oko od frontu) sylwetka pokazana jest zgodnie z rzeczywistością. Wielość odcieni wywołuje efekt ekspresji. Do znanych malowideł tego okresu należy fresk przedstawiający córki Amenhotepa (w zbiorach Ashmolean Museum w Oksfordzie). Ciała córek o czerwonawym zabarwieniu (dla kobiet był rezerwowany odcień żółtego oznaczający płodność) przedstawione są z uwidocznieniem ich mankamentów urody (nieproporcjonalnie szczupłe łydki, potężne uda, zwiotczenie mięśni, wydłużenie głowy itp.). Córki i ich matka Nefertiti zasiadają pod baldachimem, tworząc grupę pełną ruchu, ekspresji w gestach pomiędzy poszczególnymi osobami. Twarze dzięki podkreśleniu delikatną kreską stają się bardziej wyraziste. Kolor poduszek-siedzisk to także odcień czerwieni. Jest to pierwsze znane dzieło monochromatyczne. Przedstawienia przyrody też pozbawione zostają resztek sztywności. Roślinność na freskach tego okresu tworzy plątanina naturalnie przygiętych ciężarem kwiatów roślin, pąki kwiatów pokazane są w różnym stopniu rozwinięcia, różnorodność pastelowych odcieni wprowadza do kompozycji element ekspresji.
W okresie panowania XIX dynastii następuje powrót do wzorców bardziej klasycznych, przy zachowaniu indywidualności już osiągniętej w poprzednim okresie. Po raz drugi malarstwo przeżywa okres niezależności pod koniec okresu Nowego Państwa, za panowania dynastii Ramzesów. Odejście to uwidacznia się najpełniej w obrazach wykonywanych na wapiennych skorupkach – ostrakonach. Większość z nich została wykonana przez rzemieślników z Deir el-Medina. Najbardziej znane to: tancerka wykonująca mostek (Museo delle Antichità Egizie w Turynie) i wilk i koziołek (Luwr). Sceny ukazywane w grobowcach także stają się bardziej rzeczywiste i swobodne. Do tematyki wprowadzone zostają sceny batalistyczne z prowadzonych przez faraonów wojen. Po upadku Nowego Państwa osiągnięta swoboda zostaje zaprzepaszczona przez nawrót do kanonów obowiązujących w okresach wcześniejszych, do ilustracji Księgi Umarłych, do rytualnej kolorystyki, gdzie nie ma miejsca dla realizmu świata żywych.